# پهولری سیدان
پهولری سیدان (به انگلیسی: Phulrey Sydan) یک روستا در پاکستان است که در ناحیه جهلم واقع شده‌است.